# Slavko Kalezić
Slavko Kalezić (Titograd, 4. oktobar 1985) crnogorski je pevač i tekstopisac. Slavko je predstavljao Crnu Goru na izboru za Pesmu Evrovizije 2017. sa pesmom „Space”.

## Karijera
Kalezić je diplomirao je na Fakultetu dramskih umetnosti na Cetinju, a kasnije postao deo Crnogorskog narodnog pozorišta. Pored maternjeg, tečno govori engleski, italijanski i španski jezik.
U 2011. objavio je singl „Muza”. Učestvovao je na regionalnom takmičenju X Factor Adria. U 2014. objavio je album San o vječnosti.

## Diskografija

### Albumi
- 2014: San o vječnosti

1. "Krivac" (4:06)
2. "Kraj" (4:32)
3. "Zašto" (3:39)
4. "Borim se" (sa Nedom Papović) (3:53)
5. "Scena" (3:31)
6. "Nemir" (3:38)
7. "" (3:55)
8. "" (3:24)
9. "Lavice" (3:41)
10. "Muza" (3:51)

### Singlovi
- 2011: "Muza"
- 2014: "Krivac"
- 2015: "Feel the Music"
- 2016: ""
- 2016: ""

## Spoljašnje veze
- Slavko Kalezić na mreži Jutjub